# Рієка (притока Літави)
Рієка (словац. Rieka) — річка; ліва притока Літави, протікає в округах Крупіна і Вельки Кртіш.
Довжина приблизно 9,5—10,0 км. Витік лежить у масиві Дачоломська полонина — на висоті приблизно 590 метрів.
Протікає територією сіл Сєноград і Літава.. Впадає в Літаву на висоті приблизно 425—430 метрів.